# Villeroy & Boch
Villeroy & Boch (френско произношение: [vilʁwa e bɔk], „вилруа е бо̀к“, немско: ˌvɪlərɔɪ.ʔʊntˈbɔx, „вилерои унд бо̀х“; „Вилерой и Бох“) е германски производител на керамика, чието седалище е в Метлах, Саарланд.

## История
Началото на компанията е поставено в малкото село Оден льо Тиш в Лотарингия, където през 1748 г. придворният производител на стомана, доставчик на гюлета за нуждите на френската армия и носител на почетното звание „кралски бомбардир“ Франсоа Бох с тримата си синове създава грънчарска компания. През 1766 г. Бох получава лиценз да построи керамична пещ наблизо в Сетфонтен, Люксембург, където управлява фабрика за порцелан. През 1785 г. Никола Вилерой става едноличен собственик на фаянсовата фабрика във Валерфанген. През 1812 г. Жан-Франсоа Бох започва изграждането на пещи в близкия град Метлах, Саарланд. През 1824 г. Бох започва трансферен печат върху порцелан от гравирани медни плочи. На 14 април 1836 г. компанията Jean François Boch се слива с тази на конкурента Николас Вилерой и става Villeroy & Boch (V&B, също просто VB). През 1869 г. Villeroy & Boch отваря първата фабрика, специализирана в архитектурни плочки.
Компанията работи в две подразделения: „Хранене и начин на живот“ (преди: „Посуда за хранене“), „Баня и уелнес“. Подразделението „Фаянсови плочки“ става отделна компания (V&B Fliesen GmbH) през 2006 г. През 2007 г. Villeroy & Boch AG продава 51% от V&B Fliesen GmbH на турската компания Eczacıbaşı Holding. Днес акционерният капитал на V&B Fliesen GmbH е само 2,29%.
Сред иновациите му в Метлах в края на деветнадесети век е фанолит, вид полупрозрачен порцелан, който съчетава характеристиките и предимствата на наподобаващия яспис порцелан и декорацията pâte-sur-pâte. Създателят на фанолита е художникът по керамика Жан-Батист Стал, който оглавява отдела за моделиране на Villeroy & Boch. Фанолитът печели за първи път широко обществено внимание на парижкото Всемирно изложение (1900).
Villeroy & Boch продължава да развива широк пазар в Германия. Фабриката на компанията в Люксембург е затворена през 2010 г.
През септември 2023 г. Villeroy & Boch придобива Ideal Standard Group, компания за санитарна керамика и санитарна арматура със седалище в Брюксел, за 600 милиона евро.

## Навлизане на фондовия пазар и смяна на администрацията
Villeroy & Boch сега се контролира от председателя на групата Франк Гьоринг и вече не се управлява от потомци на семейството. Членовете на семейството продължават да работят в компанията. От 1990 г. компанията е регистрирана на германския фондов пазар, тикер VIB3, въпреки че капиталът с право на глас все още е в ръцете на семейството.
Групата Villeroy & Boch увеличава консолидираните си приходи с 2% до 853,1 милиона евро през финансовата 2018 г. Отделът за бани и уелнес на компанията увеличава приходите си с 4,7% до 584,3 милиона евро. Отделът за посуда генерира приходи от 266,2 милиона евро, което е спад от 4,4% спрямо предходната година.
Компанията отбелязва своята 275-та годишнина през 2023 г.

## Галерия
- Примери от продуктовата гама
- Ваза с декорация „Старият Люксембург“
- Чиния за стена в чест на Златната сватба на Ойген фон Бох и съпругата му Октавие през 1892 г.
- Чаша за чай, произведена във Валерфанген
- Каменинова кана, дело на Хайнрих Шлит
- Ваза от фанолит, проектирана и изработена от Жан-Баптист Стал (1869 – 1932)
- Jardinière от фанолит, проектирана и изработена от Жан-Баптист Стал (1869 – 1932)
- Фанолитова чиния за стена, проектирана и изработена от Жан-Баптист Стал (1869 – 1932)
- Кутии за подправки от гравиран каменин
- Фигура на лъв, направена през 1910 г. от работник за сина му (традиционно работниците са правили такива предмети за децата си)
- Сапунерка, умивалник и кана за умивалник, дизайн „Drina“ (начало на XX век)
- Ваза, дизайн „Adria“, ок. 1934
- Чиния за торта, дизайн „Goslar“, средата на 30-те години
- кана за мляко, дизайн „Doris“, ок. 1930 г.
- Фирменото лого на дъното на ваза, ок. 1934 г.
- Кристална чаша, произведена във Вадгасен
- Чаша, произведена в началото на XXI век